# Hallautherium
Hallautherium es un género extinto de mamíferos triconodontos del Triásico tardío centroeuropeo; son los triconodontos más antiguos conocidos hasta el momento.
La pertenencia de Hallautherium al clado Triconodonta no es unánimemente aceptada por todos los especialistas en la materia. De hecho, inicialmente fue considerada como un morganucodonte, y más tarde se publicó que podría estar emparentado con los haramíyidos.
```
  ===O 
Triconodonta
 
Osborn, 1888
 - 
triconodontos (†)

     |-> 
Dyskritodon
 
Sigogneau-Russell, 1995
 - 
(†)

     |-o 
Hallautherium
 
Clemens, 1980
 - 
(†)

     | `-- 
Hallautherium schalchi
 
Clemens, 1980
 - 
(†)
 
Suiza
 
Suiza
: 
Schaffhausen
. TRI tar
     |-> 
Ichthyoconodon
 
Sigogneau-Russell, 1995
 - 
(†)

     |-> 
Kryptotherium
 
Sigogneau-Russell, 2003
 - 
(†)

     |--> 
Austrotriconodontidae
 
Bonaparte, 1990
 - 
austrotriconodóntidos (†)

     `=> 
Eutriconodonta
 
Kermack & al., 1973
 - 
eutriconodontos (†)
```